# Patrycy
Patrycy jest to oboczna forma imienia Patryk i Patrycjusz.
Żeńskim odpowiednikiem jest Patrycja.
Patrycy imieniny obchodzi 17 marca, 20 marca, 28 kwietnia, 9 lipca i 24 sierpnia.

## Osoby noszące imię Patrycy
- Patrycy (V wiek), cezar od 471 r. za panowania cesarza wschodniorzymskiego Leona I
- Andrzej Patrycy Nidecki (1522-1587), biskup i humanista
- Patrycy Narymuntowicz, protoplasta Koreckich
- Patrycy Przeczytański (1750-1817), właśc. Stefan Przeczytański, zakonnik w zakonie pijarów, jeden z pionierów logiki w Polsce.